# Araeococcus parviflorus
Araeococcus parviflorus är en gräsväxtart som först beskrevs av Carl Friedrich Philipp von Martius, Schult. och Julius Hermann Schultes, och fick sitt nu gällande namn av Carl Lindman. Araeococcus parviflorus ingår i släktet Araeococcus och familjen Bromeliaceae. Inga underarter finns listade i Catalogue of Life.

## Bildgalleri

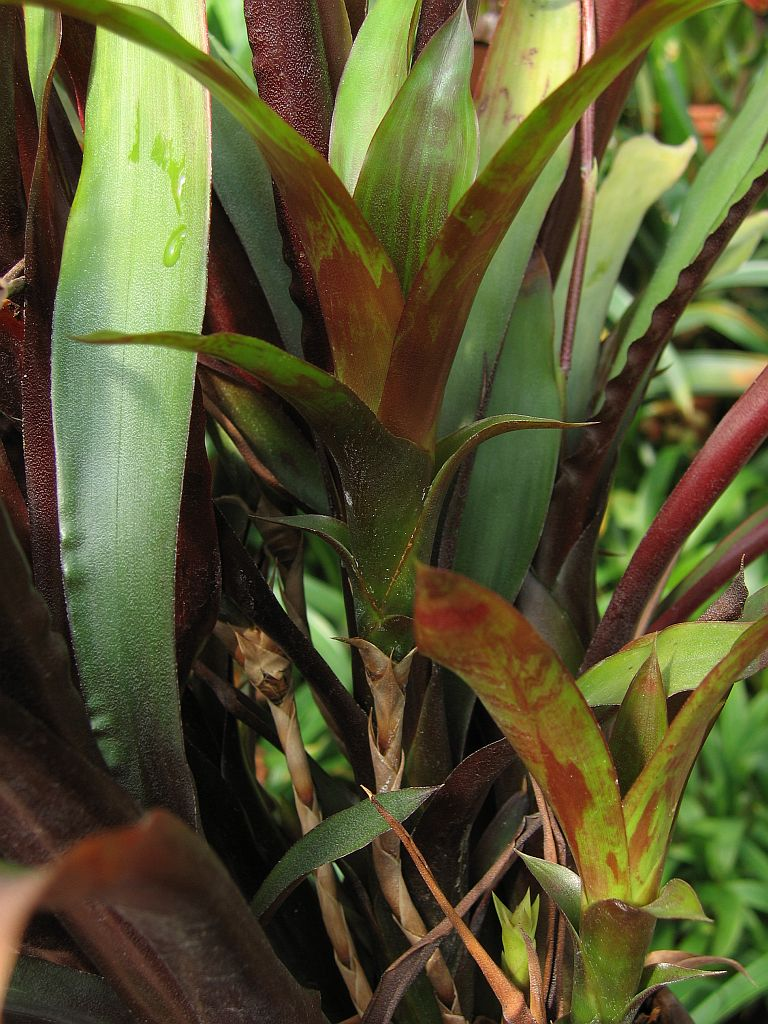
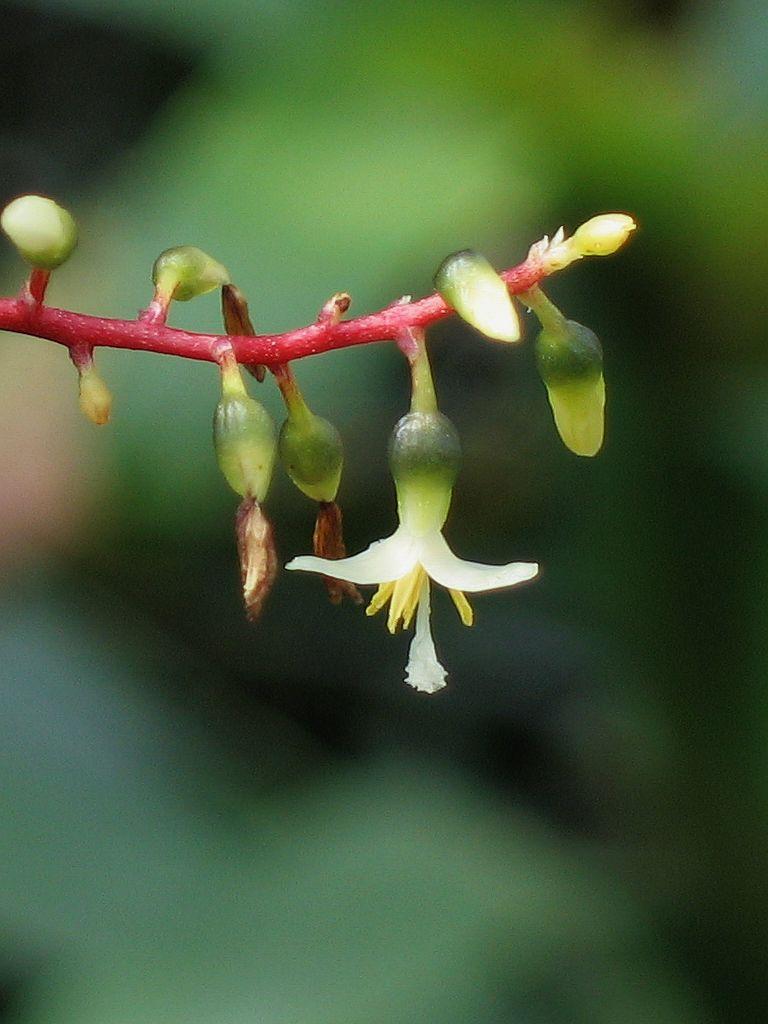
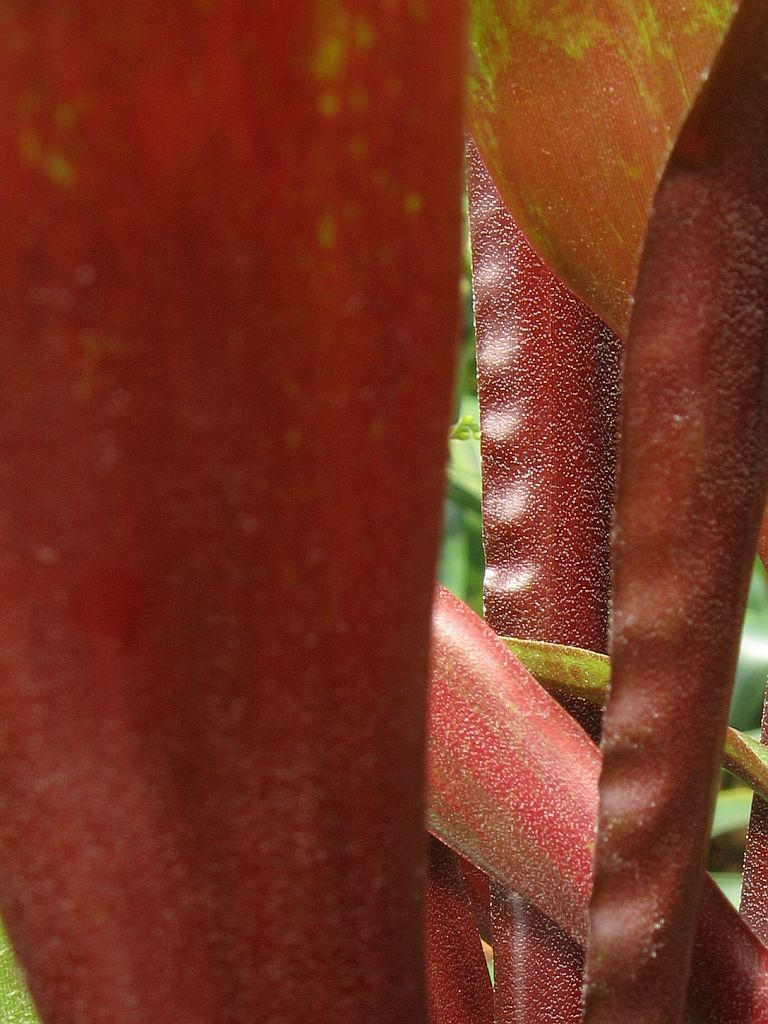
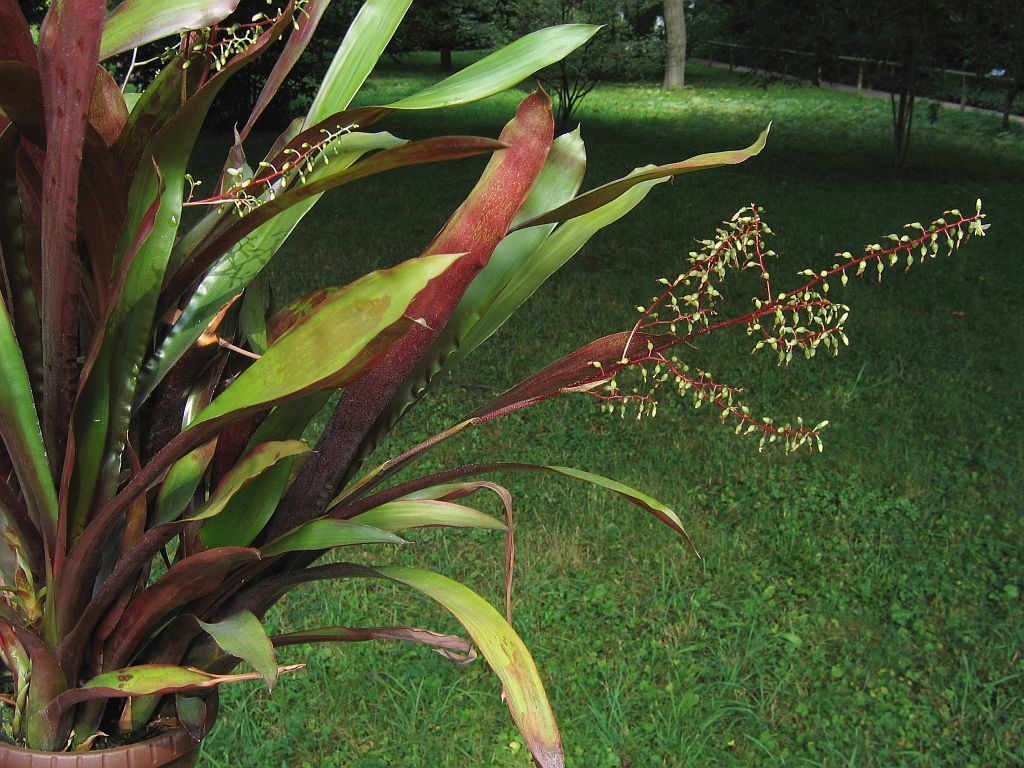